# Ptjela
Ptjela (bulgariska: Пчела) är ett distrikt i Bulgarien.   Det ligger i kommunen Obsjtina Elchovo och regionen Jambol, i den sydöstra delen av landet, 270 km öster om huvudstaden Sofia.
Trakten runt Ptjela består till största delen av jordbruksmark. Runt Ptjela är det ganska glesbefolkat, med 26 invånare per kvadratkilometer.